# Maurice Schnebelen
Maurice Schnebelen (* 17. Juni 1910 in Diedenhofen; † 26. März 1976 in Sierck-les-Bains) war ein französischer Politiker. Von 1962 bis 1976 war er Abgeordneter der Nationalversammlung.

## Frühes Leben
Schnebelen wurde kurz vor Ausbruch des Ersten Weltkriegs in der lothringischen Stadt Thionville geboren, als diese noch zum Deutschen Reich gehörte. Er wurde in zwei Internaten in den Vogesen und in Belgien katholisch erzogen, ehe er in Nancy Pharmazie studierte. Dieses Studium schloss er in Lille ab, wo er dazu promovierte. Mit dem Ausbruch des Zweiten Weltkriegs 1939 wurde er eingezogen und war im medizinischen Dienst der französischen Armee tätig. Ab 1945 arbeitete er in Sierck-les-Bains im Dreiländereck mit Luxemburg und Deutschland als Apotheker.

## Politische Karriere
In Sierck-les-Bains gelang ihm 1947 der Einzug in den Gemeinderat und einige Jahre später der Aufstieg zum stellvertretenden Bürgermeister. Nachdem Robert Schuman sich für einen Rückzug aus der Nationalversammlung entschied, bewarb sich Schnebelen bei den Parlamentswahlen 1962 im vierten Wahlkreis des Départements Moselle um seine Nachfolge. Für die Partei Républicains indépendants konnte er ins Parlament einziehen. Dort beschäftigte er sich hauptsächlich mit kultur- und sozial- sowie gesundheitspolitischen Fragen. Nach seiner Wiederwahl 1967 musste Schnebelen aufgrund der anstehenden Neuwahl 1968 sein Mandat erneut behaupten. Bei den Parlamentswahlen 1973 wurde er ebenfalls wiedergewählt. Schnebelen starb im Frühjahr 1976 an einem Herzinfarkt und wurde als Abgeordneter von seinem Stellvertreter Henri Feretti beerbt.